# Finsen-Einheit
Die Finsen-Einheit (Einheitenzeichen: FE), benannt nach dem dänischen Arzt Niels Ryberg Finsen, war eine Einheit, die in der Medizin zur Messung der Strahlungsintensität von UV-Licht genutzt wurde. Dabei entspricht eine UV-Strahlung mit der Wellenlänge λ von 296,7 nm und der Bestrahlungsstärke E von 10−5 W/m² einer Finsen-Einheit.